# Claduègne
Die Claduègne ist ein Karst-Fluss in den Cevennen, Frankreich, der im Département Ardèche in der Region Auvergne-Rhône-Alpes verläuft. Sie entspringt unter dem Namen Ruisseau de Fudes am Plateau du Coiron, an der Gemeindegrenze von Berzème und Darbres, entwässert generell in südwestlicher  Richtung und mündet nach rund 20 Kilometern im Gemeindegebiet von Saint-Germain als linker Nebenfluss in den Auzon. Die meiste Zeit des Jahres ist die Claduègne weitgehend  trocken, nach starken Regenfällen können aber auch größere Wassermassen auftreten. Im Unterlauf wird der Fluss von der Bahnstrecke Train Touristique de l’Ardèche Méridonale begleitet.

## Orte am Fluss
(Reihenfolge in Fließrichtung)
- Senouillet, Gemeinde Darbres
- Le Parnel, Gemeinde Berzème
- Saint-Gineis-en-Coiron
- Saint-Jean-le-Centenier
- Forcemale, Gemeinde Villeneuve-de-Berg